# Eutoxeres
Eutoxeres é um género de beija-flor da família Trochilidae.
Este género contém as seguintes espécies:
- Eutoxeres aquila (Bourcier, 1847) - beija-flor-de-bico-de-foice
- Eutoxeres condamini (Bourcier, 1851) -  beija-flor-azul-de-bico-de-foice